# Coppa del Mondo di combinata nordica 1993
La Coppa del Mondo di combinata nordica 1993, decima edizione della manifestazione organizzata dalla Federazione Internazionale Sci, ebbe inizio il 5 dicembre 1992 a Vuokatti, in Finlandia, e si concluse il 20 marzo 1993 a Štrbské Pleso, in Slovacchia.
Furono disputate 8 gare in altrettante località, tutte individuali Gundersen: 6 su trampolino normale, 2 su trampolino lungo. Nel corso della stagione si tennero a Falun i Campionati mondiali di sci nordico 1993, non validi ai fini della Coppa, il cui calendario contemplò dunque un'interruzione nel mese di febbraio.
Il giapponese Kenji Ogiwara si aggiudicò la coppa di cristallo, il trofeo assegnato al vincitore della classifica generale. Non vennero stilate classifiche di specialità; Fabrice Guy era il detentore uscente del trofeo.

## Risultati
| Data             | Località      | Nazione    | Trampolino            | Spec.       | Primo               | Secondo             | Terzo               |
| ---------------- | ------------- | ---------- | --------------------- | ----------- | ------------------- | ------------------- | ------------------- |
| 5 dicembre 1992  | Vuokatti      | Finlandia  | Hyppyrimäki K90       | IN NH/15 km | Kenji Ogiwara       | Takanori Kōno       | Bjarte Engen Vik    |
| 12 dicembre 1992 | Courchevel    | Francia    | Praz K120             | IN LH/15 km | Kenji Ogiwara       | Allar Levandi       | Takanori Kōno       |
| 19 dicembre 1992 | Sankt Moritz  | Svizzera   | Olympiaschanze K94    | IN NH/15 km | Kenji Ogiwara       | Takanori Kōno       | Masashi Abe         |
| 8 gennaio 1993   | Schonach      | Germania   | Langenwaldschanze K90 | IN NH/15 km | Fred Børre Lundberg | Masashi Abe         | Kenji Ogiwara       |
| 23 gennaio 1993  | Saalfelden    | Austria    | Bibergschanze K85     | IN NH/15 km | Kenji Ogiwara       | Thomas Dufter       | Jens Deimel         |
| 5 marzo 1993     | Lahti         | Finlandia  | Salpausselkä K90      | IN NH/15 km | Kenji Ogiwara       | Fred Børre Lundberg | Masashi Abe         |
| 12 marzo 1993    | Oslo          | Norvegia   | Holmenkollen K110     | IN LH/15 km | Takanori Kōno       | Kenji Ogiwara       | Junichi Kogawa      |
| 20 marzo 1993    | Štrbské Pleso | Slovacchia | MS 1970 K88           | IN NH/15 km | Kenji Ogiwara       | Takanori Kōno       | Fred Børre Lundberg |

Legenda:

IN = individuale Gundersen

NH = trampolino normale

LH = trampolino lungo

## Classifiche

### Generale
| Pos. | Nome                | Nazione  | Punti |
| ---- | ------------------- | -------- | ----- |
| 1    | Kenji Ogiwara       | Giappone | 185   |
| 2    | Fred Børre Lundberg | Norvegia | 115   |
| 3    | Takanori Kōno       | Giappone | 112   |
| 4    | Masashi Abe         | Giappone | 94    |
| 5    | Allar Levandi       | Estonia  | 62    |
| 6    | Knut Tore Apeland   | Norvegia | 48    |
| 7    | Trond Einar Elden   | Norvegia | 44    |
| 8    | Jean-Yves Cuendet   | Svizzera | 41    |
| 9    | Andreas Schaad      | Svizzera | 40    |
| 10   | Fabrice Guy         | Francia  | 39    |

### Nazioni
| Pos. | Nazione  | Punti |
| ---- | -------- | ----- |
| 1    | Giappone | 529   |
| 2    | Norvegia | 362   |
| 3    | Svizzera | 153   |
| 4    | Germania | 121   |
| 5    | Francia  | 111   |